# Peterbaylissita
La peterbaylissita és un mineral de la classe dels carbonats. Rep el seu nom del Dr. Peter Bayliss, professor emèrit de mineralogia, del departament de geologia i geofísica de la Universitat de Calgary, Alberta, Canadà.

## Característiques
La peterbaylissita és un carbonat de fórmula química (Hg₂+)1,5(CO₃)(OH)·2H₂O. Cristal·litza en el sistema ortoròmbic. La seva duresa a l'escala de Mohs es troba entre 4 i 5.
Segons la classificació de Nickel-Strunz, la peterbaylissita pertany a «05.DC - Carbonats amb anions addicionals, amb H₂O, amb cations grans» juntament amb els següents minerals: ancylita-(Ce), calcioancylita-(Ce), calcioancylita-(Nd), gysinita-(Nd), ancylita-(La), kozoïta-(Nd), kozoïta-(La), kamphaugita-(Y), sheldrickita, thomasclarkita-(Y), clearcreekita i niveolanita.

## Formació i jaciments
Va ser descoberta a la mina Clear Creek, al districte de New Idria del Comtat de San Benito, a Califòrnia (Estats Units). Es tracta de l'únic indret on ha estat trobada aquesta espècie mineral.